# Villacher Alpenarena
La Villacher Alpenarena (letteralmente, in tedesco: "Arena alpina di Villach") è un complesso di trampolini situato a Villach, in Austria.

## Storia
Aperto nel 1937 e ampiamente ristrutturato nel 1995, l'impianto ha ospitato numerose tappe della Coppa del Mondo di salto con gli sci.

## Caratteristiche
Il trampolino normale ha il punto K a 90 m; il primato ufficiale di distanza appartiene allo sloveno Robert Kranjec (102,5 m nel 2009), anche se il primato ufficioso è maggiore: 103,5 m (l'austriaco David Unterberger nel 2008). Il primato femminile, 99 m, appartiene all'austriaca Daniela Iraschko.